# 아르느 리그르
아르느 리그르(Arne Lygre, 1968년 2월 6일 ~ )는 노르웨이의 소설가이자 극작가이다.

## 생애
1968년 노르웨이 베르젠에서 태어난 문학도였다. 20대 중반부터 글쓰기를 시작한 아르느 리그르는 1998년 첫 희곡 ＜엄마와 나 그리고 남자들(Mamma og meg og menn)＞을 발표하면서 문단의 주목을 받는다. ＜소년의 그림자(Skygge av en gutt)＞(2003), ＜목적 없는 남자(Mann uten hensikt)＞(2005), ＜지하에서 보낸 나날(Dager under)＞(2006), ＜그 이후의 침묵(Så stillhet)＞(2008), ＜나의 그 무엇도(Ingenting av meg)＞(2013) 등 그의 희곡은 세계 각국어로 번역되고 공연되었다. ＜나는 사라진다＞(2011)는 노르웨이 최고의 연극상인 입센희곡상을, ＜너를 내버려 둬(La deg være)＞(2016)는 최우수 무대 텍스트 헤다(Hedda)상을 받는다. 아르느 리그르는 소설가로도 명성을 얻는다. 첫 단편 모음집 ≪시간 속에서(Tid inne)≫(2004)와 장편소설 ≪죽은 내 남자(Min døde mann)≫(2009)로 노르웨이 권위 있는 문학상(각각 Brageprisen과 Mads Wiels Nygaards’ Legacy)을 수상한다.